# Philippe Garot
Philippe Garot (ur. 30 listopada 1948 w Verviers, zm. 11 lipca 2023) – belgijski piłkarz grający na pozycji obrońcy. Był reprezentantem Belgii.

## Kariera klubowa
Swoją karierę piłkarską Garot rozpoczął w klubie RCS Verviétois. W 1967 roku zadebiutował w jego barwach w drugiej lidze belgijskiej. W sezonie 1971/1972 grał w innym drugoligowym klubie, KAS Eupen, a w sezonie 1972/1973 również w drugoligowym, Daring Club de Bruxelles. W 1973 roku po upadku Daring Club trafił do pierwszoligowego RWD Molenbeek. Spędził w nim jeden sezon. W 1974 roku został zawodnikiem Standardu Liège. Grał w nim do końca sezonu 1979/1980, w którym wywalczył wicemistrzostwo Belgii.
Latem 1980 Garot został piłkarzem KSK Beveren. W sezonie 1982/1983 zdobył z nim Puchar Belgii, a w sezonie 1983/1984 wywalczył mistrzostwo Belgii. W 1984 roku wrócił do RWD Molenbeek i w sezonie 1984/1985 wywalczył z nim awans z drugiej do pierwszej ligi. W sezonie 1986/1987 grał w Royalu Francs Borains, w którym zakończył karierę.
| Sezon   | Klub                 | Kraj   | Rozgrywki     | Mecze | Gole |
| ------- | -------------------- | ------ | ------------- | ----- | ---- |
| 1967/68 | RCS Verviétois       | Belgia | Tweede klasse | ?     | ?    |
| 1968/69 | RCS Verviétois       | Belgia | Tweede klasse | ?     | ?    |
| 1969/70 | RCS Verviétois       | Belgia | Tweede klasse | ?     | ?    |
| 1970/71 | RCS Verviétois       | Belgia | Tweede klasse | ?     | ?    |
| 1971/72 | KAS Eupen            | Belgia | Tweede klasse | ?     | ?    |
| 1972/73 | Daring Club          | Belgia | Tweede klasse | ?     | ?    |
| 1973/74 | RWD Molenbeek        | Belgia | Eerste klasse | 12    | 4    |
| 1974/75 | Standard Liège       | Belgia | Eerste klasse | 26    | 8    |
| 1975/76 | Standard Liège       | Belgia | Eerste klasse | 34    | 15   |
| 1976/77 | Standard Liège       | Belgia | Eerste klasse | 31    | 1    |
| 1977/78 | Standard Liège       | Belgia | Eerste klasse | 34    | 0    |
| 1978/79 | Standard Liège       | Belgia | Eerste klasse | 32    | 0    |
| 1979/80 | Standard Liège       | Belgia | Eerste klasse | 32    | 1    |
| 1980/81 | KSK Beveren          | Belgia | Eerste klasse | 31    | 0    |
| 1981/82 | KSK Beveren          | Belgia | Eerste klasse | 27    | 1    |
| 1982/83 | KSK Beveren          | Belgia | Eerste klasse | ?     | ?    |
| 1983/84 | KSK Beveren          | Belgia | Eerste klasse | ?     | ?    |
| 1984/85 | RWD Molenbeek        | Belgia | Tweede klasse | 24    | 1    |
| 1985/86 | RWD Molenbeek        | Belgia | Eerste klasse | 18    | 0    |
| 1986/87 | Royal Francs Borains | Belgia | Derde klasse  | 9     | 0    |

## Kariera reprezentacyjna
W reprezentacji Belgii Garot zadebiutował 26 września 1979 w przegranym 0:1 towarzyskim meczu z Holandią, rozegranym w Rotterdamie. Grał w eliminacjach do Euro 80. W kadrze narodowej rozegrał 2 mecze, oba w 1979.

## Kariera trenerska
W latach 1984–1986 Garot był grającym trenerem w RWD Molenbeek, z którym w sezonie 1984/1985 wywalczył awans z drugiej do pierwszej ligi. W sezonie 1986/1987 był grającym trenerem Royalu Francs Borains. Następnie prowadził RAEC Mons (1987-1988), iworyjski ASEC Mimosas (1988-1989) i RFC Seraing (1989-1990).